# André Duguet
André Duguet est un homme politique français né et décédé à une date inconnue.
Maire de Montbrison, il est élu député de la Loire au Conseil des Cinq-Cents le 23 vendémiaire an IV. Accusé d'être un parent d'émigré, il est plusieurs fois dénoncé à ce titre.

## Sources
- « André Duguet », dans Adolphe Robert et Gaston Cougny, Dictionnaire des parlementaires français, Edgar Bourloton, 1889-1891 [détail de l’édition]